# Östligt fjädermott
Östligt fjädermott Stenoptilia nolckeni är en fjärilsart som beskrevs av Johan Martin Jacob af Tengström 1870. Östligt fjädermott ingår i släktet Stenoptilia och familjen fjädermott (Pterophoridae). Inga underarter finns listade i Catalogue of Life. Östligt fjädermott är inte funnet i Sverige.

## Kännetecken
Vingbredd 16–18 mm. Framvingar gråbruna, vid bakkanten smalt gulgrå med längsrader av svarta och vita fjäll och en mörk fläck vid klyvningen och en utdragen fläck på mitten. Bakvingar grå.

## Flygtid
Fjärilen flyger från juni till augusti. 

## Förekomst
Fjärilen flyger allmänt på ängsmarker.  

## Biologi
Larven är ej beskriven. 

## Värdväxter
Fjärilens värdväxter är inte kända. 

## Utbredning
Påträffad i Finland men saknas i övriga Norden.